# アリ・ババ
アリ・ババ（リング名 Ali Baba、本名Arteen Ekizian、1901年9月28日 – 1981年11月16日）は、20世紀初頭に活躍したアルメニア系アメリカ人プロレスラーで世界ヘビー級チャンピオンにもなっている人物。
プロフィールとしてはサーカス団出身とされていた。
興行として客を呼べるレスラーをトップにするという考え方から、レスリングの質もさることながらわかりやすい選手をプロモーターが選んで売り出すということが行われるようになる1920年代中頃からの米国プロレス転換期に出現した選手で、この選手の売出しがこうした観念の発端だとされており、以降プロレスは見せる要素をも強く持つ競技へと発展を遂げる。
世界王者の系統では珍しい怪奇ショーマンレスラーとして知られ、いでたちもつるつる頭とどじょう髭、頭にはターバンを巻くなどいかにも回教徒といわんばかりのみためであった。162センチ100キロと小柄であったが、かなりの怪力で、ベアハッグで高々と差し上げてマットに叩きつける技で幾人も失神させているという。

## 生涯
出身はトルコのイスタンブールとされていたが、オスマン帝国サムスン生まれで、アルメニア人虐殺の最中に父と弟が殺害され、アラブ人の奴隷として売られたとされ、4年間の重労働の後に米国マサチューセッツ州に在住する叔父ガラベドの助けを借りて、1920年に脱出して米国に移住したとされている。
その後アメリカ海軍に入隊し、在任中にレスリングを始めたとされる。海軍ではミドル級、ライトヘビー級、ヘビー級の部門でフリースタイルチャンピオンになったという。コペンハーゲンでの国際試合の後で世界チャンピオンのネイビーレスラーという称号を授与され、1927年にはカルビン・クーリッジ大統領によるホワイトハウスレセプションで表彰されたという。
海軍除隊後の1932年にプロレスのキャリアを開始し、ロサンゼルスに移る。
1936年4月24日、エキジアンはミシガン州デトロイトで8,000人を超える観客の前で世界ヘビー級チャンピオンのディック・シカットを破るが王者に認定されなかった。再戦は5月5日にマディソン・スクエア・ガーデンで行われて再び勝利し、正式に世界ヘビー級王座に認定されたという。この実績により、1948年設立のNWAによって歴代NWA世界ヘビー級王者の系譜にも掲載される。

## 私生活
私生活ではアリス・エリザベス・バグドイアンと結婚し、彼らには3人の子供がいた。回教徒ではなく敬虔なクリスチャンであったという。

## 獲得チャンピオンシップと成果
- ニューヨーク州運動委員会
  - ニューヨーク州体育委員会世界ヘビー級選手権（1回） [6]
- その他
  - 世界ヘビー級レスリング選手権（オリジナル版）（1回） [7]